# Limau Purut
Limau Purut is een bestuurslaag in het regentschap Aceh Selatan van de provincie Atjeh, Indonesië. Limau Purut telt 4194 inwoners (volkstelling 2010).